# Le Pétomane
Joseph Pujol, o Josep Pujol i Mauri (Marsella, 1 de juny de 1857 - 8 d'agost de 1945), fou un artista francès de varietats d'origen català, conegut amb el nom artístic de Le Pétomane (en català seria El Petòman).
Pujol tenia l'habilitat de controlar els músculs intestinals i emetre una gran varietat de sons amb el seu anus, d'aquí el nom de Le Pétomane, el mestre de la "petomania". Aquest nom artístic incorpora el verb francès péter, que vol dir "fer pets", seguit del sufix -mane, que té el sentit de maníac. La professió també s'ha anomenat en francès flatuliste, farteur o fartiste. De fet, però, és erroni parlar de la flatulència de Joseph Pujol, ja que la flatulència implica l'expulsió dels gasos intestinals per l'anus, mentre que ell, en realitat, tenia la capacitat d'absorbir l'aire pel recte i després alliberar-lo a voluntat fent servir els esfínters.

## Biografia

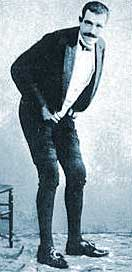
Le Pétomane en concert, cap a 1890.

Nascut a Marsella en una família originària de Mataró, Pujol fou un dels cinc fills d'un picapedrer que també era escultor. Quan va entrar a l'exèrcit, va explicar als seus companys l'habilitat especial que tenia, i en feia demostracions per a diversió general, xuclant aigua d'una palangana i expulsant-la tot seguit a quatre o cinc metres de distància. Mentrestant, va descobrir que podia fer el mateix amb l'aire. Treballant de forner a Marsella, solia divertir els seus clients amb imitacions d'instruments musicals, fins que el 1887 va decidir-se a muntar un petit número amb el qual demostrava les seves capacitats dalt de l'escenari. Va tenir tant d'èxit que l'11 de febrer de 1890 un empresari de l'espectacle, el terrassenc Josep Oller, el va fer debutar a París, al local que ell mateix havia obert l'any anterior, el Moulin Rouge.
Les parts més notables dels espectacles de Pujol incloïen les imitacions de com es dispara un canó o d'una tempesta, així com la interpretació de les cançons O sole mio i La Marsellesa amb una ocarina a través d'un tub de goma connectat al seu anus. Així mateix, tocava la cançó folk Au clair de la Lune amb un flautí. També podia apagar una espelma a diversos metres de distància. Moltes personalitats van assistir als seus espectacles (per exemple, Eduard VII del Regne Unit, quan era Príncep de Gal·les, el rei Leopold II de Bèlgica o Sigmund Freud). Les seves sessions causaren gran impressió en la societat parisenca de la fi del segle xix, cosa que li va proporcionar un èxit considerable.
El 1894 fou demandat per l'empresari del Moulin Rouge per haver actuat pel seu compte, en un espectacle que va fer a benefici d'un amic seu amb problemes econòmics. Li van treure 3.000 francs (el seu catxet habitual era de 20.000 francs per sessió), però van perdre el seu artista de més èxit, ja que des d'aleshores va ajuntar-se a una companyia ambulant, el Théâtre Pompadour, amb la qual va recórrer tot França. Així va aconseguir fer riure el públic arreu on actuava i fer-se molt famós per tot el país.
A la dècada del 1900 va mirar de "refinar" els seus números, fent-los una mica més "elegants": un dels seus números favorits era la imitació dels sons dels animals d'una granja per il·lustrar la lectura d'un poema bucòlic que ell mateix havia escrit. El clímax arribava amb la seva interpretació del terratrèmol de San Francisco de 1906.
Però amb l'esclat de la Primera Guerra Mundial, espantat per la inhumanitat del conflicte, que fins i tot el va colpir directament, en dos dels seus fills, es va retirar a Marsella per fer altre cop de forner i ja no va tornar a actuar mai més. A més, és força probable que, després de tants anys, el seu cos ja hagués arribat a un grau de deteriorament important i que li calgués retirar-se, sense oblidar que els temps ja no eren tan propicis a aquesta mena d'espectacles, després de la fi de la Belle Époque. Més tard, va obrir una fàbrica de brioixos a Toló. Va morir el 1945, a l'edat de 88 anys, i fou enterrat al cementiri de La Valeta, on encara es pot veure la seva tomba. La Sorbona va oferir a la seva família una quantitat important de diners per poder estudiar el seu cos, però l'oferta fou rebutjada.

## Llegat
No s'han conservat gaires gravacions o filmacions dels espectacles del petòman, tot i que el músic Pascal Comelade afirma haver-ne vist un disc. D'altra banda, aquest petòman vagament català ha romàs pràcticament desconegut per a la major part de l'àmbit catalanoparlant (llevat de la Catalunya del Nord), tot i que és molt popular, fins i tot en l'actualitat, entre els francòfons i els anglòfons a banda i banda de l'Atlàntic.
Emocionat per l'aspecte tan surrealista de l'especialitat de Pujol, Salvador Dalí en va parlar com l'artista més gran que hagi existit mai i el comparava al pintor renaixentista Rafael. En canvi, els artistes dadaistes, contemporanis seus, i per als quals la petomania podria haver estat considerada la materialització més genial del seu manifest antiartístic, el van ignorar completament, a causa de la seva coneguda ideologia de dretes (cosa que, en canvi, el fa més interessant i respectable als ulls de Dalí).

### Literatura
- Hi ha una biografia del personatge en català: Adrià Pujol i Cruells, Biografia no autoritzada de Joseph Pujol "El Petòman", CCG Edicions, Girona, s/d[7]
- La novel·la de Kinky Friedman, Spanking Watson (1999), fa diverses referències a Le Pétomane.
- Le Pétomane era el nom d'un personatge de la novel·la de Sarah Bynum Madeleine is Sleeping.
- El nom d'un dels Hobo al llibre de John Hodgman The Areas of My Expertise és Whistlin Anus LePetomane (és a dir, "Anus Xiulador LePétomane").
- L'editorial Sherbourne Press, de Los Angeles, va publicar Le Pétomane, de Jean Nohain i François Caradec en un petit volum de tapa dura en anglès el 1967. Degut a la seva naturalesa ‘sensible’, les diverses fires del llibre als Estats Units en fugien corrent, alguns reclamaven un dels autors per entrevistar-lo, però ambdós escriptors, d'edat avançada, vivien a França. Tanmateix, aquesta acceptació velada va anar creant un rumor entre els diversos canals de televisió, i la polèmica verbal va possibilitar que el llibre romangués a les llibreries durant uns quants anys. Dorset Press, una divisió de Barnes & Noble, va reeditar el llibre el 1993.
- Ricky Jay va parlar de Le Pétomane en el seu llibre Learned Pigs and Fireproof Women.
- Jim Dawson inclogué un capítol sobre Le Pétomane en el seu llibre Who Cut the Cheese? (1999), i un capítol sobre les diverses pel·lícules que hi ha sobre aquest personatge a Blame It on the Dog (2006).
- L'editorial Simon & Schuster va publicar el 2008 un llibre infantil sobre la vida de Joseph Pujol titulat The Fartiste, escrit per Kathleen Krull i Paul Brewer, i il·lustrat per Boris Kulikov.

### Teatre
- Un musical basat en la vida de Joseph Pujol titulat The Fartiste fou premiat com el "Millor musical de 2006" al Festival Marginal Internacional de Nova York.
- El personatge de Le Pétomane fou afegit pel guionista i productor David Lee a la seva reedició de 2007 de l'obra de Broadway de 1953 Can-Can, que havia estat escrita originalment per Abe Burroughs i Cole Porter. La versió renovada, que es representava al Pasadena Playhouse, era interpretada per l'actor-cantant Robert Yacko amb efectes sonors a càrrec del trombó i el flautí de l'orquestra.
- A l'última obra musical de Kevin Gilbert, The Shaming of the True, el so de les trompes s'atribueix a The Le Petomane Ensemble.

### Cinema
- A la seva pel·lícula Selles de muntar calentes (1974), Mel Brooks fa el paper del Governador William J. LePetomane.
- Ian MacNaughton va fer un curtmetratge humorístic amb guió de la parella còmica Galton & Simpson, titulat Le Pétomane (1979), basat en la vida de Pujol i interpretat pel veterà actor còmic Leonard Rossiter.[8]
- Il petomane és una pel·lícula còmica italiana de 1983 sobre la vida de Pujol, dirigida per Pasquale Festa Campanile i protagonitzada per Ugo Tognazzi. L'argument es pren unes quantes llicències, per exemple que deixa entreveure que l'artista hauria tingut alguna responsabilitat en l'esclat de la Primera Guerra Mundial per haver interpretat a la seva manera tan poc ortodoxa diversos himnes nacionals davant dels ambaixadors respectius, però aquesta actuació no es va fer mai, en realitat. D'altra banda, la pel·lícula ofereix una poètica interpretació del personatge, contrastant el seu profund desig de normalitat amb la condició de 'freak' a la que l'obligava la seva feina.
- Johnny Depp, actor estatunidenc resident a França, ha declarat en entrevistes publicades a Playboy, Vogue i altres revistes el setembre de 1994 que li agradaria interpretar Pujol en una pel·lícula, pels aspectes tràgics de la seva biografia, i pel dramatisme de l'escena de quan va descobrir el seu do.[9]
- A La teta i la lluna (1994) de Bigas Luna apareix un personatge, el Maurice, que fa de petòman professional.[10]
- Le Petomane (1998) és el títol d'una mena de fals documental burlesc d'Igor Vamos[11] que analitza el lloc que ocupa Joseph Pujol a la Història a través de pel·lícules d'arxiu (en cap de les quals hi apareix ell, de fet), documents històrics falsejats, fotografies, recreacions i entrevistes falses o burlesques.
- A la pel·lícula de Baz Luhrmann Moulin Rouge! (2001), Le Pétomane és un personatge menor, interpretat per l'actor australià Keith Robinson.
- Le Pétomane: Parti avec le vent és un curtmetratge de 2005 basat en la vida de Pujol, protagonitzat per Ben Wise. Fou escrit, produït i dirigit per Steve Ochs.

### Ràdio
- El programa En guàrdia de Catalunya Ràdio va dedicar l'emissió del dia 11 de gener del 2009 a divulgar la figura del desconegut petòman català (sic).[6]
- El programa humorístic El Búnquer de Catalunya Ràdio, que narra biografies, en relatà la seva al programa 59 de la primera temporada (el desembre de 2020).[12]

### Televisió
- A l'episodi 56, That Voodoo That I Do, de la tercera temporada de la sèrie Two and a Half Men hi ha una acadèmia de ballet que es diu Les petites pétomanes.
- A l'episodi Momma Trauma (primera temporada, episodi 7) de la sèrie de dibuixos animats de Nickelodeon Rugrats, hi apareix un psicòleg de nom Dr. Lepetomaine.
- Vic Reeves i Bob Mortimer interpretaven dos personatges anomenats Les Pétomanes a la seva sèrie The Smell Of Reeves And Mortimer. L'humor en aquest sketch ho derivava pràcticament tot de les bufonades flatulentes dels dos protagonistes.

## Frases cèlebres
- «Jo vaig endavant i no em preocupo del meu darrere»
- «Un artista ha de saber deixar-se anar a l'escenari»
- El seu fill: «Al llarg de la seva llarga vida, ens ha donat el millor d'ell mateix»
- Cartell d'un dels seus espectacles: «Cada vespre, de 8 a 9, Le Pétomane, l'únic que no paga drets d'autor»[13]